# Coleoxestia globulicollis
Coleoxestia globulicollis är en skalbaggsart som först beskrevs av Charles Joseph Gahan 1892.  Coleoxestia globulicollis ingår i släktet Coleoxestia och familjen långhorningar. Inga underarter finns listade i Catalogue of Life.